# Randy Hoback
Pour les articles homonymes, voir Hoback.
Randy Hoback (né le 19 décembre 1967 à Prince Albert) est un homme politique canadien, député de la circonscription de Prince Albert (SK) pour le Parti conservateur du Canada depuis 2008.

## Biographie
Né à Prince Albert, Randy Hoback est titulaire d'un diplôme en administration des affaires de l'Université de la Saskatchewan et d'une certification professionnelle de l'Université McMaster et du Conference Board of Canada.
Il travaille pour le fabricant de machines agricoles Flexicoil, puis pour Case New Holland, de 1986 à 2000, année où il rachète la ferme familiale, qu'il agrandi de 1300 acres (13 km2) et où il développe des activités de pulvérisation et de camionnage. Il est nommé pour le prix « Outstanding Young Farmer » de la Saskatchewan en 2005.
Il a présidé l'Association des producteurs de blé de l'Ouest canadien (WCWGA) de 2003 à 2005.
Il est marié et a deux enfants.

### Carrière politique
Comme député, M. Hoback a été membre du Comité permanent de la procédure et des affaires de la Chambre, du Comité permanent de l'agriculture et de l'agroalimentaire et du Comité permanent des finances. En octobre 2014 il devient président du Comité permanent du commerce international et président du Saskatchewan Conservative Caucus, à la suite de Kelly Block. À partir de 2015, par suite du passage des conservateurs dans l'opposition, il perd la présidence du comité du commerce international mais reste vice-président, et reste membre du comité des Comptes publics et de plusieurs sous-comités. Fin septembre 2017 il réduit son nombre de comité en devenant uniquement membre du comité de la Défense. Il est membre d'un grand nombre de groupes d'amitiés interpalementaires.
En 2010, il a été élu président de la section canadienne de ParlAmericas, une organisation engagée à promouvoir la participation parlementaire en Amérique, à développer le dialogue interparlementaire sur des questions d'importance pour l'hémisphère et à encourager le partage d'expériences et de meilleures pratiques entre ses membres. L'année suivante, lors de la 8e réunion annuelle FIPA-Parlamericas de l'Association à Asuncion (Paraguay), il est élu président de ParlAmericas, poste qu'il occupe jusqu'en 2014.

### Résultats électoraux
|       | Candidat         | Parti        | # de voix | % des voix |
|       | (x) Randy Hoback | Conservateur | +19 673,  | 49,79 %    |
|       | Gordon Kirkby    | Libéral      | +07 832,  | 19,82 %    |
|       | Lon Borgerson    | NPD          | +11 244,  | 28,46 %    |
|       | Byron Tenkink    | Vert         | +00761,   | 1,93 %     |
| Total | Total            | Total        | 39 510    | 100 %      |

|       | Candidat             | Parti             | # de voix | % des voix |
|       | (x) Randy Hoback     | Conservateur      | +19 214,  | 62,17 %    |
|       | Ron Wassill          | Libéral           | +01 070,  | 3,46 %     |
|       | Valerie Mushinski    | NPD               | +09 841,  | 31,84 %    |
|       | Myk Brazier          | Vert              | +00666,   | 2,15 %     |
|       | Craig Leonard Batley | Action canadienne | +00116,   | 0,38 %     |
| Total | Total                | Total             | 30 907    | 100 %      |

|       | Candidat          | Parti             | # de voix | % des voix |
|       | Randy Hoback      | Conservateur      | +16 541,  | 56,33 %    |
|       | Lou Doderai       | Libéral           | +02 289,  | 7,8 %      |
|       | Valerie Mushinski | NPD               | +08 950,  | 30,48 %    |
|       | Amanda Smytaniuk  | Vert              | +01 413,  | 4,81 %     |
|       | Craig Batley      | Action canadienne | +00169,   | 0,58 %     |
| Total | Total             | Total             | 29 362    | 100 %      |